# 2-Hidroksi-dATP difosfataza
2-Hidroksi-dATP difosfataza (EC 3.6.1.56, NUDT1, MTH1, MTH2, oksidovana purinska nukleozidna trifosfataza, (2'-dezoksi) ribonukleozidna 5'-trifosfatna pirofosfohidrolaza) je enzim sa sistematskim imenom 2-hidroksi-dATP difosfohidrolaza. Ovaj enzim katalizuje sledeću hemijsku reakciju
2-hidroksi-dATP + H2O {\displaystyle \rightleftharpoons } 2-hidroksi-dAMP + difosfat
Ovaj enzim hidrolizuje oksidovane purinske nukleozidne trifosfate.

## Literatura
- Nicholas C. Price; Lewis Stevens (1999). Fundamentals of Enzymology: The Cell and Molecular Biology of Catalytic Proteins (Third изд.). USA: Oxford University Press. ISBN 019850229X.
- Eric J. Toone (2006). Advances in Enzymology and Related Areas of Molecular Biology, Protein Evolution (Volume 75 изд.). Wiley-Interscience. ISBN 0471205036.
- Branden C; Tooze J. Introduction to Protein Structure. New York, NY: Garland Publishing. ISBN 0-8153-2305-0.
- Irwin H. Segel. Enzyme Kinetics: Behavior and Analysis of Rapid Equilibrium and Steady-State Enzyme Systems (Book 44 изд.). Wiley Classics Library. ISBN 0471303097.

## Spoljašnje veze
- 2-hydroxy-dATP+diphosphatase на 